# Coupe du monde de saut à ski 2019-2020
Navigation
Édition précédente Édition suivante
La coupe du monde de saut à ski 2019-2020 est la 41e édition de la coupe du monde de saut à ski pour les messieurs et la 9e pour les dames, compétition de saut à ski organisée annuellement.
La saison se terminera par les Championnats du monde de vol à ski qui se déroule 19 mars 2020 au 22 mars 2020 à Planica.
Chez les messieurs, la quatrième édition du Raw Air en Norvège aura lieu du 6 au 15 mars, la troisième édition du Willingen Five à Willingen du 7 au 9 février et pour la première fois le Titisee-Neustadt Five à Titisee-Neustadt du 17 au 19 janvier. Le site de Râșnov en Roumanie accueille les hommes pour la première fois en compétition FIS officielle. 

Chez les dames compte pour la seconde fois le Raw Air dans la même période que leurs homologues masculins. Le Russia Tour Blue Bird fait office de finales de la saison féminine pour la seconde fois également du 14 au 22 mars.
La fin de saison est perturbée par la pandémie du Covid-19 qui écourte les fins de saisons hommes et femmes, avec notamment le Raw Air disputé à moitié et le Russia Tour Blue Bird ainsi que les Championnats du monde de vol à ski annulés. 
Les tenants du titre sont le Japonais Ryōyū Kobayashi chez les messieurs et la Norvégienne Maren Lundby chez les dames.

## Programme de la saison
La saison des messieurs comporte 36 épreuves (dont 6 par équipe) et celle des dames en compte 21 (dont 2 par équipe) 
26 sites accueillent des épreuves de la coupe du monde messieurs (21) et dames (13) cette saison. Le site de Lillehammer accueille deux fois les dames au cours de la saison, une première en début de saison et une deuxième lors du Raw Air. Le site de Râșnov en Roumanie accueille les hommes pour la première fois en compétition FIS officielle.

### Titisee-Neustadt Five
Compétition créée en 2020, le Titisee-Neustadt Five s'étends sur 3 jours (qualification du vendredi, épreuve du samedi et épreuve du dimanche). Le vainqueur est le sauteur qui aura la plus grande somme de points durant les 5 sauts. (saut de la qualification, les deux sauts du samedi et les deux sauts du dimanche).

### Willigen Five
Compétition créée en 2018, le Willigen Five s'étends sur 3 jours (qualification du vendredi, épreuve du samedi et épreuve du dimanche). Le vainqueur est le sauteur qui aura la plus grande somme de points durant les 5 sauts. (saut de la qualification, les deux sauts du samedi et les deux sauts du dimanche).

### Raw Air
Compétition créée en 2017, le Raw Air s'étends sur une semaine complète et sur 4 tremplins norvégiens (Oslo, Trondheim, Lillehammer et Vikersund). Le vainqueur est le sauteur qui aura la plus grande somme de points durant 16 sauts. (4 sauts de qualification, 8 sauts durant les quatre épreuves individuelles et 4 sauts durant les deux épreuves par équipes).
| [[Fichier:Europe laea location map with borders.svg\|720px\|{{#if:\|{{{alt}}}\|Coupe du monde de saut à ski 2019-2020 est dans la page Europe.]]Kuusamo/Ruka Nijni Taguil Tchaïkovski Engelberg Wisła Zakopane Lahti Holmenkollen Vikersund Lillehammer Val'd'Fiemme Trondheim Râșnov Ljubno Coupe du monde de saut à ski 2019-2020 (Europe) |

| [[Fichier:Germany2 location map.svg\|200px\|{{#if:\|{{{alt}}}\|Coupe du monde de saut à ski 2019-2020 est dans la page Allemagne.]]Titisee Klingenthal Oberstdorf Garmisch Willingen Coupe du monde de saut à ski 2019-2020 (Allemagne) |

| [[Fichier:Austria adm location map.svg\|200px\|{{#if:\|{{{alt}}}\|Coupe du monde de saut à ski 2019-2020 est dans la page Autriche.]]Innsbruck Bischofshofen Kulm Hinzenbach Coupe du monde de saut à ski 2019-2020 (Autriche) |

| [[Fichier:Asia_laea_location_map.svg\|200px\|{{#if:\|{{{alt}}}\|Coupe du monde de saut à ski 2019-2020 est dans la page Asie.]]Sapporo Tchaïkovski Nijni Taguil Zaō Coupe du monde de saut à ski 2019-2020 (Asie) |

 Tournée des Quatre tremplins
 Raw Air
 Titisee-Neustadt Five
 Willingen Five
 Russia Tour Blue Bird

## Attribution des points
Les manches de Coupe du monde donnent lieu à l'attribution de points, dont le total détermine le classement général de la Coupe du monde.
Ces points sont attribués selon cette répartition :
| Place  | 1   | 2  | 3  | 4  | 5  | 6  | 7  | 8  | 9  | 10 | 11 | 12 | 13 | 14 | 15 | 16 | 17 | 18 | 19 | 20 | 21 | 22 | 23 | 24 | 25 | 26 | 27 | 28 | 29 | 30 |
| ------ | --- | -- | -- | -- | -- | -- | -- | -- | -- | -- | -- | -- | -- | -- | -- | -- | -- | -- | -- | -- | -- | -- | -- | -- | -- | -- | -- | -- | -- | -- |
| Points | 100 | 80 | 60 | 50 | 45 | 40 | 36 | 32 | 29 | 26 | 24 | 22 | 20 | 18 | 16 | 15 | 14 | 13 | 12 | 11 | 10 | 9  | 8  | 7  | 6  | 5  | 4  | 3  | 2  | 1  |

## Classements

### Hommes
| Rang | Nom                | Points | Victoire(s) |
| ---- | ------------------ | ------ | ----------- |
| 1    | Stefan Kraft       | 1659   | 5           |
| 2    | Karl Geiger        | 1519   | 4           |
| 3    | Ryōyū Kobayashi    | 1178   | 3           |
| 4    | Dawid Kubacki      | 1169   | 3           |
| 5    | Kamil Stoch        | 1031   | 3           |
| 6    | Stephan Leyhe      | 917    | 1           |
| 7    | Marius Lindvik     | 906    | 2           |
| 8    | Peter Prevc        | 789    | 1           |
| 9    | Daniel-André Tande | 721    | 2           |
| 10   | Philipp Aschenwald | 622    |             |

| Rang | Nom               | Points | Victoire(s) |
| ---- | ----------------- | ------ | ----------- |
| 1    | Stefan Kraft      | 160    | 1           |
| 2    | Timi Zajc         | 140    |             |
| 3    | Piotr Żyła        | 129    | 1           |
| 4    | Ryōyū Kobayashi   | 109    |             |
| 5    | Karl Geiger       | 90     |             |
| 6    | Kamil Stoch       | 86     |             |
| 7    | Antti Aalto       | 64     |             |
| 7    | Robert Johansson  | 64     |             |
| 9    | Johann A. Forfang | 51     |             |
| 9    | Domen Prevc       | 51     |             |

| Rang | Nation    | Points |
| ---- | --------- | ------ |
| 1    | Allemagne | 5194   |
| 2    | Autriche  | 5041   |
| 3    | Norvège   | 4622   |
| 4    | Pologne   | 4272   |
| 5    | Slovénie  | 4085   |
| 6    | Japon     | 3479   |
| 7    | Suisse    | 801    |
| 8    | Tchéquie  | 335    |
| 9    | Russie    | 248    |
| 10   | Finlande  | 243    |

| Rang | Nom               | Points |
| ---- | ----------------- | ------ |
| 1    | Dawid Kubacki     | 1131.6 |
| 2    | Marius Lindvik    | 1111.0 |
| 3    | Karl Geiger       | 1108.4 |
| 4    | Ryōyū Kobayashi   | 1096.0 |
| 5    | Stefan Kraft      | 1086.0 |
| 6    | Johann A. Forfang | 1051.0 |
| 7    | Domen Prevc       | 1050.9 |
| 8    | Peter Prevc       | 1048.8 |
| 9    | Daiki Itō         | 1039.0 |
| 10   | Stephan Leyhe     | 1037.5 |

| Rang | Nom                | Points |
| ---- | ------------------ | ------ |
| 1    | Ryōyū Kobayashi    | 709.9  |
| 2    | Dawid Kubacki      | 704.5  |
| 3    | Stephan Leyhe      | 686.4  |
| 4    | Stefan Kraft       | 676.3  |
| 5    | Karl Geiger        | 664.5  |
| 6    | Johann A. Forfang  | 660.8  |
| 7    | Constantin Schmid  | 660.4  |
| 8    | Piotr Żyła         | 656.9  |
| 9    | Anže Lanišek       | 656.1  |
| 10   | Daniel-André Tande | 654.9  |

| Rang | Nom                   | Points |
| ---- | --------------------- | ------ |
| 1    | Stephan Leyhe         | 398.0  |
| 2    | Stefan Kraft          | 375.8  |
| 3    | Marius Lindvik        | 370.8  |
| 4    | Karl Geiger           | 367.4  |
| 5    | Kamil Stoch           | 363.9  |
| 6    | Ryōyū Kobayashi       | 357.9  |
| 7    | Peter Prevc           | 354.3  |
| 8    | Gregor Schlierenzauer | 353.3  |
| 9    | Timi Zajc             | 352.3  |
| 10   | Yukiya Satō           | 344.8  |

| Rang | Nom              | Points |
| ---- | ---------------- | ------ |
| 1    | Kamil Stoch      | 1161.9 |
| 2    | Ryōyū Kobayashi  | 1154.5 |
| 3    | Marius Lindvik   | 1154.3 |
| 4    | Žiga Jelar       | 1151.9 |
| 5    | Stephan Leyhe    | 1149.0 |
| 6    | Robert Johansson | 1140.6 |
| 7    | Peter Prevc      | 1133.8 |
| 8    | Stefan Kraft     | 1131.8 |
| 9    | Timi Zajc        | 1109.8 |
| 10   | Yukiya Satō      | 1098.6 |

### Dames
| Rang | Nom                    | Points |
| ---- | ---------------------- | ------ |
| 1    | Maren Lundby           | 1220   |
| 2    | Chiara Hölzl           | 1155   |
| 3    | Eva Pinkelnig          | 1029   |
| 4    | Sara Takanashi         | 785    |
| 5    | Katharina Althaus      | 617    |
| 6    | Daniela Iraschko-Stolz | 506    |
| 7    | Nika Križnar           | 497    |
| 8    | Ema Klinec             | 496    |
| 8    | Marita Kramer          | 475    |
| 10   | Silje Opseth           | 472    |

| Rang | Nation    | Points |
| ---- | --------- | ------ |
| 1    | Autriche  | 4457   |
| 2    | Norvège   | 2537   |
| 3    | Japon     | 2086   |
| 4    | Allemagne | 1889   |
| 5    | Slovénie  | 1862   |
| 6    | Russie    | 1091   |
| 7    | Italie    | 596    |
| 8    | France    | 183    |
| 9    | Pologne   | 143    |
| 10   | Tchéquie  | 107    |

| Rang | Nom                    | Points |
| ---- | ---------------------- | ------ |
| 1    | Maren Lundby           | 944.5  |
| 2    | Silje Opseth           | 900.1  |
| 3    | Eva Pinkelnig          | 830.4  |
| 4    | Katharina Althaus      | 830.2  |
| 5    | Chiara Hölzl           | 827.8  |
| 6    | Sara Takanashi         | 816.2  |
| 7    | Ema Klinec             | 776.3  |
| 8    | Nika Križnar           | 755.7  |
| 9    | Daniela Iraschko-Stolz | 689.8  |
| 10   | Juliane Seyfarth       | 687.1  |

| Rang | Nom | Points |
| ---- | --- | ------ |
| 1    |     |        |
| 2    |     |        |
| 3    |     |        |
| 4    |     |        |
| 5    |     |        |
| 6    |     |        |
| 7    |     |        |
| 8    |     |        |
| 9    |     |        |
| 10   |     |        |

## Calendrier

### Messieurs

#### Épreuves individuelles
| Étape                                                             | Lieu                                       | Tremplin                                   | Date                                       | Vainqueur                                                                               | Deuxième                                                                                | Troisième                                                                               | Leader du Général  |
| 1                                                                 | Wisła                                      | HS 134                                     | 24 novembre 2019                           | Daniel-André Tande                                                                      | Anže Lanišek                                                                            | Kamil Stoch                                                                             | Daniel-André Tande |
| 2                                                                 | Ruka                                       | HS 142                                     | 30 novembre 2019                           | Daniel-André Tande                                                                      | Philipp Aschenwald                                                                      | Anže Lanišek                                                                            | Daniel-André Tande |
| -                                                                 | Ruka                                       | HS 142                                     | 1er décembre 2019                          | Compétition annulée due aux rafales de vents et reprogrammée à Lahti le 28 février      | Compétition annulée due aux rafales de vents et reprogrammée à Lahti le 28 février      | Compétition annulée due aux rafales de vents et reprogrammée à Lahti le 28 février      | Daniel-André Tande |
| 3                                                                 | Nijni Taguil                               | HS 134                                     | 7 décembre 2019                            | Yukiya Satō                                                                             | Karl Geiger                                                                             | Philipp Aschenwald                                                                      | Daniel-André Tande |
| 4                                                                 | Nijni Taguil                               | HS 134                                     | 8 décembre 2019                            | Stefan Kraft                                                                            | Killian Peier                                                                           | Ryōyū Kobayashi                                                                         | Daniel-André Tande |
| 5                                                                 | Klingenthal                                | HS 140                                     | 15 décembre 2019                           | Ryōyū Kobayashi                                                                         | Stefan Kraft                                                                            | Marius Lindvik                                                                          | Ryōyū Kobayashi    |
| 6                                                                 | Engelberg                                  | HS 140                                     | 21 décembre 2019                           | Kamil Stoch                                                                             | Stefan Kraft                                                                            | Karl Geiger                                                                             | Stefan Kraft       |
| 7                                                                 | Engelberg                                  | HS 140                                     | 22 décembre 2019                           | Ryōyū Kobayashi                                                                         | Peter Prevc                                                                             | Jan Hörl                                                                                | Ryōyū Kobayashi    |
| 68e Tournée des 4 tremplins (30 décembre 2019 au 6 janvier 2020)  |                                            |                                            |                                            |                                                                                         |                                                                                         |                                                                                         |                    |
| 8                                                                 | Oberstdorf                                 | HS 137                                     | 29 décembre 2019                           | Ryōyū Kobayashi                                                                         | Karl Geiger                                                                             | Dawid Kubacki                                                                           | Ryōyū Kobayashi    |
| 9                                                                 | Garmisch                                   | HS 140                                     | 1er janvier 2020                           | Marius Lindvik                                                                          | Karl Geiger                                                                             | Dawid Kubacki                                                                           | Ryōyū Kobayashi    |
| 10                                                                | Innsbruck                                  | HS 130                                     | 4 janvier 2020                             | Marius Lindvik                                                                          | Dawid Kubacki                                                                           | Daniel-André Tande                                                                      | Ryōyū Kobayashi    |
| 11                                                                | Bischofshofen                              | HS 140                                     | 6 janvier 2020                             | Dawid Kubacki                                                                           | Karl Geiger                                                                             | Marius Lindvik                                                                          | Ryōyū Kobayashi    |
| Tournée des 4 tremplins - Classement final                        | Tournée des 4 tremplins - Classement final | Tournée des 4 tremplins - Classement final | Tournée des 4 tremplins - Classement final | Dawid Kubacki                                                                           | Marius Lindvik                                                                          | Karl Geiger                                                                             |                    |
| 12                                                                | Val di Fiemme                              | HS 104                                     | 11 janvier 2020                            | Karl Geiger                                                                             | Stefan Kraft                                                                            | Dawid Kubacki                                                                           | Karl Geiger        |
| 13                                                                | Val di Fiemme                              | HS 104                                     | 12 janvier 2020                            | Karl Geiger                                                                             | Stefan Kraft                                                                            | Dawid Kubacki                                                                           | Karl Geiger        |
| 1re édition du Titisee-Neustadt Five (17 au 19 janvier 2020)      |                                            |                                            |                                            |                                                                                         |                                                                                         |                                                                                         |                    |
| 14                                                                | Titisee-Neustadt                           | HS 142                                     | 18 janvier 2020                            | Dawid Kubacki                                                                           | Stefan Kraft                                                                            | Ryōyū Kobayashi                                                                         | Karl Geiger        |
| 15                                                                | Titisee-Neustadt                           | HS 142                                     | 19 janvier 2020                            | Dawid Kubacki                                                                           | Ryōyū Kobayashi                                                                         | Timi Zajc                                                                               | Karl Geiger        |
| Titisee-Neustadt Five - Classement Final                          | Titisee-Neustadt Five - Classement Final   | Titisee-Neustadt Five - Classement Final   | Titisee-Neustadt Five - Classement Final   | Ryōyū Kobayashi                                                                         | Dawid Kubacki                                                                           | Stephan Leyhe                                                                           |                    |
| 16                                                                | Zakopane                                   | HS 134                                     | 26 janvier 2020                            | Kamil Stoch                                                                             | Stefan Kraft                                                                            | Dawid Kubacki                                                                           | Karl Geiger        |
| 17                                                                | Sapporo                                    | HS 137                                     | 1er février 2020                           | Yukiya Satō                                                                             | Stefan Kraft                                                                            | Dawid Kubacki                                                                           | Stefan Kraft       |
| 18                                                                | Sapporo                                    | HS 137                                     | 2 février 2020                             | Stefan Kraft                                                                            | Stephan Leyhe                                                                           | Ryōyū Kobayashi                                                                         | Stefan Kraft       |
| 3e édition du Willingen Five (7 au 9 février 2020)                |                                            |                                            |                                            |                                                                                         |                                                                                         |                                                                                         |                    |
| 19                                                                | Willingen                                  | HS 145                                     | 8 février 2020                             | Stephan Leyhe                                                                           | Marius Lindvik                                                                          | Kamil Stoch                                                                             | Stefan Kraft       |
| -                                                                 | Willingen                                  | HS 145                                     | 9 février 2020                             | Compétition annulée due aux rafales de vents et non reprogrammée                        | Compétition annulée due aux rafales de vents et non reprogrammée                        | Compétition annulée due aux rafales de vents et non reprogrammée                        | Stefan Kraft       |
| Willingen Five - Classement Final                                 | Willingen Five - Classement Final          | Willingen Five - Classement Final          | Willingen Five - Classement Final          | Stephan Leyhe                                                                           | Stefan Kraft                                                                            | Marius Lindvik                                                                          |                    |
| 20                                                                | Bad Mitterndorf                            | HS 235                                     | 15 février 2020                            | Piotr Żyła                                                                              | Timi Zajc                                                                               | Stefan Kraft                                                                            | Stefan Kraft       |
| 21                                                                | Bad Mitterndorf                            | HS 235                                     | 16 février 2020                            | Stefan Kraft                                                                            | Ryōyū Kobayashi                                                                         | Timi Zajc                                                                               | Stefan Kraft       |
| 22                                                                | Râșnov                                     | HS 100                                     | 21 février 2020                            | Karl Geiger                                                                             | Stephan Leyhe                                                                           | Stefan Kraft                                                                            | Stefan Kraft       |
| 23                                                                | Râșnov                                     | HS 100                                     | 22 février 2020                            | Stefan Kraft                                                                            | Karl Geiger                                                                             | Constantin Schmid                                                                       | Stefan Kraft       |
| 24                                                                | Lahti                                      | HS 130                                     | 28 février 2020                            | Stefan Kraft                                                                            | Karl Geiger                                                                             | Daniel-André Tande                                                                      | Stefan Kraft       |
| 25                                                                | Lahti                                      | HS 130                                     | 1er mars 2020                              | Karl Geiger                                                                             | Stefan Kraft                                                                            | Michael Hayböck                                                                         | Stefan Kraft       |
| 4e édition du Raw Air (6 au 15 mars 2020)                         |                                            |                                            |                                            |                                                                                         |                                                                                         |                                                                                         |                    |
| -                                                                 | Oslo                                       | HS 134                                     | 8 mars 2020                                | Compétitions annulées due aux rafales de vents et reprogrammées à Lillehammer le 9 mars | Compétitions annulées due aux rafales de vents et reprogrammées à Lillehammer le 9 mars | Compétitions annulées due aux rafales de vents et reprogrammées à Lillehammer le 9 mars | Stefan Kraft       |
| 26                                                                | Lillehammer                                | HS 138                                     | 9 mars 2020                                | Peter Prevc                                                                             | Markus Eisenbichler                                                                     | Stephan Leyhe                                                                           | Stefan Kraft       |
| 27                                                                | Lillehammer                                | HS 138                                     | 10 mars 2020                               | Kamil Stoch                                                                             | Žiga Jelar                                                                              | Timi Zajc                                                                               | Stefan Kraft       |
| -                                                                 | Trondheim                                  | HS 138                                     | 12 mars 2020                               | Compétitions annulées (épreuves non disputées en raison de la pandémie du COVID-19)     | Compétitions annulées (épreuves non disputées en raison de la pandémie du COVID-19)     | Compétitions annulées (épreuves non disputées en raison de la pandémie du COVID-19)     | Stefan Kraft       |
| -                                                                 | Vikersund                                  | HS 240                                     | 15 mars 2020                               | Compétitions annulées (épreuves non disputées en raison de la pandémie du COVID-19)     | Compétitions annulées (épreuves non disputées en raison de la pandémie du COVID-19)     | Compétitions annulées (épreuves non disputées en raison de la pandémie du COVID-19)     | Stefan Kraft       |
| Raw Air - Classement Final                                        | Raw Air - Classement Final                 | Raw Air - Classement Final                 | Raw Air - Classement Final                 | Kamil Stoch                                                                             | Ryōyū Kobayashi                                                                         | Marius Lindvik                                                                          |                    |
| Championnats du monde de vol à ski à Planica (19 au 22 mars 2020) |                                            |                                            |                                            |                                                                                         |                                                                                         |                                                                                         |                    |

#### Épreuves par équipes
| Étape                                                             | Lieu        | Tremplin | Date             | Vainqueurs                                                                              | Deuxièmes                                                                               | Troisièmes                                                                      |
| ----------------------------------------------------------------- | ----------- | -------- | ---------------- | --------------------------------------------------------------------------------------- | --------------------------------------------------------------------------------------- | ------------------------------------------------------------------------------- |
| 1                                                                 | Wisła       | HS 134   | 23 novembre 2019 | Autriche - Philipp Aschenwald - Daniel Huber - Jan Hörl - Stefan Kraft                  | Norvège - Daniel-André Tande - Thomas Aasen Markeng - Marius Lindvik - Robert Johansson | Pologne - Piotr Żyła - Jakub Wolny - Kamil Stoch - Dawid Kubacki                |
| 2                                                                 | Klingenthal | HS 142   | 14 décembre 2019 | Pologne - Piotr Żyła - Jakub Wolny - Kamil Stoch - Dawid Kubacki                        | Autriche - Philipp Aschenwald - Gregor Schlierenzauer - Michael Hayböck - Stefan Kraft  | Japon - Yukiya Satō - Daiki Ito - Junshirō Kobayashi - Ryōyū Kobayashi          |
| 3                                                                 | Zakopane    | HS 134   | 25 janvier 2020  | Allemagne - Constantin Schmid - Markus Eisenbichler - Stephan Leyhe - Karl Geiger       | Norvège - Marius Lindvik - Robert Johansson - Daniel-André Tande - Johann André Forfang | Slovénie - Anže Lanišek - Domen Prevc - Timi Zajc - Peter Prevc                 |
| 4                                                                 | Lahti       | HS 130   | 29 février 2020  | Allemagne - Constantin Schmid - Pius Paschke - Stephan Leyhe - Karl Geiger              | Slovénie - Domen Prevc - Timi Zajc - Peter Prevc - Anže Lanišek                         | Autriche - Philipp Aschenwald - Stefan Huber - Michael Hayböck - Stefan Kraft   |
| 4e édition du Raw Air (6 au 15 mars 2020)                         |             |          |                  |                                                                                         |                                                                                         |                                                                                 |
| 5                                                                 | Oslo        | HS 134   | 7 mars 2020      | Norvège - Johann André Forfang - Robert Johansson - Daniel-André Tande - Marius Lindvik | Allemagne - Constantin Schmid - Pius Paschke - Stephan Leyhe - Karl Geiger              | Slovénie - Žiga Jelar - Timi Zajc - Anže Lanišek - Peter Prevc                  |
| 6                                                                 | Vikersund   | HS 240   | 14 mars 2020     | Compétition annulée (épreuve non disputéE en raison de la pandémie du COVID-19)         | Compétition annulée (épreuve non disputéE en raison de la pandémie du COVID-19)         | Compétition annulée (épreuve non disputéE en raison de la pandémie du COVID-19) |
|                                                                   |             |          |                  |                                                                                         |                                                                                         |                                                                                 |
| Championnats du monde de vol à ski à Planica (19 au 22 mars 2020) |             |          |                  |                                                                                         |                                                                                         |                                                                                 |

### Dames

#### Épreuves individuelles
| Étape                                                    | Lieu                       | Tremplin                   | Date                       | Vainqueur                                                                            | Deuxième                                                                             | Troisième                                                                            | Leader du Général                                                                   |
| 1                                                        | Lillehammer                | HS 140                     | 7 décembre 2019            | Maren Lundby                                                                         | Eva Pinkelnig                                                                        | Chiara Hölzl                                                                         | Maren Lundby                                                                        |
| 2                                                        | Lillehammer                | HS 140                     | 8 décembre 2019            | Maren Lundby                                                                         | Chiara Hölzl                                                                         | Sara Takanashi                                                                       | Maren Lundby                                                                        |
| 3                                                        | Titisee-Neustadt           | HS 142                     | 14 décembre 2019           | Chiara Hölzl                                                                         | Ema Klinec                                                                           | Katharina Althaus                                                                    | Maren Lundby                                                                        |
| 4                                                        | Sapporo                    | HS 137                     | 11 janvier 2020            | Marita Kramer                                                                        | Maren Lundby                                                                         | Eva Pinkelnig                                                                        | Maren Lundby                                                                        |
| 5                                                        | Sapporo                    | HS 137                     | 12 janvier 2020            | Eva Pinkelnig                                                                        | Maren Lundby                                                                         | Daniela Iraschko-Stolz                                                               | Maren Lundby                                                                        |
| 6                                                        | Zaō                        | HS 102                     | 17 janvier 2020            | Eva Pinkelnig                                                                        | Sara Takanashi                                                                       | Chiara Hölzl                                                                         | Maren Lundby                                                                        |
| 7                                                        | Zaō                        | HS 102                     | 19 janvier 2020            | Eva Pinkelnig                                                                        | Chiara Hölzl                                                                         | Maren Lundby                                                                         | Maren Lundby                                                                        |
| 8                                                        | Rasnov                     | HS 97                      | 25 janvier 2020            | Chiara Hölzl                                                                         | Katharina Althaus                                                                    | Eva Pinkelnig                                                                        | Chiara Hölzl                                                                        |
| 9                                                        | Rasnov                     | HS 97                      | 26 janvier 2020            | Maren Lundby                                                                         | Eva Pinkelnig                                                                        | Chiara Hölzl                                                                         | Maren Lundby                                                                        |
| 10                                                       | Oberstdorf                 | HS 137                     | 1er février 2020           | Chiara Hölzl                                                                         | Maren Lundby                                                                         | Daniela Iraschko-Stolz                                                               | Maren Lundby                                                                        |
| 11                                                       | Oberstdorf                 | HS 137                     | 2 février 2020             | Chiara Hölzl                                                                         | Maren Lundby                                                                         | Marita Kramer                                                                        | Chiara Hölzl                                                                        |
| 12                                                       | Hinzenbach                 | HS 90                      | 8 février 2020             | Chiara Hölzl                                                                         | Maren Lundby                                                                         | Eva Pinkelnig                                                                        | Chiara Hölzl                                                                        |
| 13                                                       | Hinzenbach                 | HS 90                      | 9 février 2020             | Chiara Hölzl                                                                         | Eva Pinkelnig                                                                        | Lara Malsiner                                                                        | Chiara Hölzl                                                                        |
| 14                                                       | Ljubno                     | HS 94                      | 23 février 2020            | Maren Lundby                                                                         | Eva Pinkelnig                                                                        | Nika Križnar                                                                         | Chiara Hölzl                                                                        |
| 2e édition du Raw Air (7 au 12 mars 2020)                |                            |                            |                            |                                                                                      |                                                                                      |                                                                                      |                                                                                     |
| -                                                        | Oslo                       | HS 134                     | 8 mars 2020                | Compétition annulée due aux rafales de vents et reprogrammée à Lillehammer le 9 mars | Compétition annulée due aux rafales de vents et reprogrammée à Lillehammer le 9 mars | Compétition annulée due aux rafales de vents et reprogrammée à Lillehammer le 9 mars | Maren Lundby                                                                        |
| 15                                                       | Lillehammer                | HS 138                     | 9 mars 2020                | Sara Takanashi                                                                       | Maren Lundby                                                                         | Silje Opseth                                                                         | Maren Lundby                                                                        |
| 16                                                       | Lillehammer                | HS 138                     | 10 mars 2020               | Maren Lundby                                                                         | Silje Opseth                                                                         | Chiara Hölzl                                                                         | Maren Lundby                                                                        |
| 17                                                       | Trondheim                  | HS 140                     | 12 mars 2020               | Compétition annulée (épreuve non disputée en raison de la pandémie du COVID-19)      | Compétition annulée (épreuve non disputée en raison de la pandémie du COVID-19)      | Compétition annulée (épreuve non disputée en raison de la pandémie du COVID-19)      | Maren Lundby                                                                        |
| Raw Air - Classement Final                               | Raw Air - Classement Final | Raw Air - Classement Final | Raw Air - Classement Final | Maren Lundby                                                                         | Silje Opseth                                                                         | Eva Pinkelnig                                                                        |                                                                                     |
| 2e édition du Russia Tour Blue Bird (14 au 22 mars 2020) |                            |                            |                            |                                                                                      |                                                                                      |                                                                                      |                                                                                     |
| 18                                                       | Nijni Taguil               | HS 100                     | 14 mars 2020               | Compétitions annulées (épreuves non disputées en raison de la pandémie du COVID-19)  | Compétitions annulées (épreuves non disputées en raison de la pandémie du COVID-19)  | Compétitions annulées (épreuves non disputées en raison de la pandémie du COVID-19)  | Compétitions annulées (épreuves non disputées en raison de la pandémie du COVID-19) |
| 19                                                       | Nijni Taguil               | HS 100                     | 15 mars 2020               | Compétitions annulées (épreuves non disputées en raison de la pandémie du COVID-19)  | Compétitions annulées (épreuves non disputées en raison de la pandémie du COVID-19)  | Compétitions annulées (épreuves non disputées en raison de la pandémie du COVID-19)  | Compétitions annulées (épreuves non disputées en raison de la pandémie du COVID-19) |
| 20                                                       | Tchaïkovski                | HS 102                     | 21 mars 2020               | Compétitions annulées (épreuves non disputées en raison de la pandémie du COVID-19)  | Compétitions annulées (épreuves non disputées en raison de la pandémie du COVID-19)  | Compétitions annulées (épreuves non disputées en raison de la pandémie du COVID-19)  | Compétitions annulées (épreuves non disputées en raison de la pandémie du COVID-19) |
| 21                                                       | Tchaïkovski                | HS 140                     | 22 mars 2020               | Compétitions annulées (épreuves non disputées en raison de la pandémie du COVID-19)  | Compétitions annulées (épreuves non disputées en raison de la pandémie du COVID-19)  | Compétitions annulées (épreuves non disputées en raison de la pandémie du COVID-19)  | Compétitions annulées (épreuves non disputées en raison de la pandémie du COVID-19) |
| Russia Tour Blue Bird - Classement Final                 |                            |                            |                            |                                                                                      |                                                                                      |                                                                                      |                                                                                     |

#### Épreuves par équipes
| Étape | Lieu   | Tremplin | Date            | Vainqueurs                                                                       | Deuxièmes                                                         | Troisièmes                                                                          |
| ----- | ------ | -------- | --------------- | -------------------------------------------------------------------------------- | ----------------------------------------------------------------- | ----------------------------------------------------------------------------------- |
| 1     | Zaō    | HS 102   | 18 janvier 2020 | Autriche - Daniela Iraschko-Stolz - Marita Kramer - Chiara Hölzl - Eva Pinkelnig | Japon - Yūki Itō - Nozomi Maruyama - Sara Takanashi - Yūka Setō   | Norvège - Anna Odine Strøm - Ingebjørg Saglien Bråten - Silje Opseth - Maren Lundby |
| 2     | Ljubno | HS 94    | 22 février 2020 | Autriche - Daniela Iraschko-Stolz - Marita Kramer - Eva Pinkelnig - Chiara Hölzl | Slovénie - Nika Križnar - Špela Rogelj - Kotra Komar - Ema Klinec | Norvège - Anna Odine Strøm - Thea Minyan Bjørseth - Silje Opseth - Maren Lundby     |